# Cynophalla
Cynophalla  es un género de plantas con flores de la familia Capparaceae.   Comprende 62 especies descritas y  de estas, solo 14 aceptadas.

## Taxonomía
El género fue descrito por (DC.) J.Presl    y publicado en O Přirozenosti rostlin, aneb rostlinar 2: 275. 1825.

## Especies aceptadas
A continuación se brinda un listado de las especies del género Cynophalla aceptadas hasta octubre de 2014, ordenadas alfabéticamente. Para cada una se indica el nombre binomial seguido del autor, abreviado según las convenciones y usos.
- Cynophalla amazonica Iltis	Accepted	M
- Cynophalla didymobotrys (Ruiz & Pav. ex DC.) Cornejo & Iltis
- Cynophalla ecuadorica (Iltis) Iltis & Cornejo
- Cynophalla flexuosa (L.) J.Presl
- Cynophalla hastata (Jacq.) J.Presl
- Cynophalla heterophylla (Ruiz & Pav. ex DC.) Iltis & Cornejo
- Cynophalla linearis (Jacq.) J.Presl
- Cynophalla mattogrossensis (Pilg.) Cornejo & Iltis
- Cynophalla polyantha (Triana & Planch.) Cornejo & Iltis
- Cynophalla retusa (Griseb.) Cornejo & Iltis
- Cynophalla sclerophylla (Iltis & Cornejo) Cornejo & Iltis
- Cynophalla sessilis (Banks ex DC.) J.Presl
- Cynophalla tarapotensis (Eichler) Cornejo & Iltis
- Cynophalla verrucosa (Jacq.) J.Presl - ajito de Cumaná[3]